# Aeroportul Rasht
Aeroportul Rasht (IATA: RAS, ICAO: OIGG) este un aeroport din Rasht, Central District⁠(d), Rasht County⁠(d), Provincia Gilan, Iran ce deservește zona Rasht. Aeroportul a fost tranzitat în 2019 de 402.890 de pasageri. A fost deschis în 1947 și numit după zona deservită.
Situat la o altitudine de −12 m, aeroportul dispune de o singură pistă și ocupă o suprafață de 2.200.000 m². Este operat de Iranian Airports Holding Company⁠(d).